# Droptank (skib)
 For alternative betydninger, se Droptank. (Se også artikler, som begynder med Droptank)
En droptank på et skib, er en tank monteret til opbevaring af særligt brandfarlige væsker; f.eks. benzin der anvendes til påhængsmotorer. Droptankene er konstrueret således at de på kort tid, kan skydes eller frigøres over bord (at "droppe") i tilfælde af brand i nærheden af tanken.